# Jocotitlán, Guerrero
Jocotitlán är en ort i Mexiko.   Den ligger i kommunen Tetipac och delstaten Guerrero, i den södra delen av landet, 100 km sydväst om huvudstaden Mexico City. Jocotitlán ligger 1 923 meter över havet och antalet invånare är 935.
Terrängen runt Jocotitlán är huvudsakligen kuperad, men åt sydväst är den bergig. Runt Jocotitlán är det ganska tätbefolkat, med 54 invånare per kvadratkilometer. Närmaste större samhälle är Ixtapan de la Sal, 18,6 km norr om Jocotitlán. I omgivningarna runt Jocotitlán växer huvudsakligen savannskog.